# А-32
А-32 — советский средний гусеничный танк. Единственный опытный образец был показан в сентябре 1939 года вместе с А-20 на полигоне в Кубинке руководству НКО и членам правительства. Был принят советским командованием для дальнейших доработок, в дальнейшем на его основе был построен Т-34.

## История создания

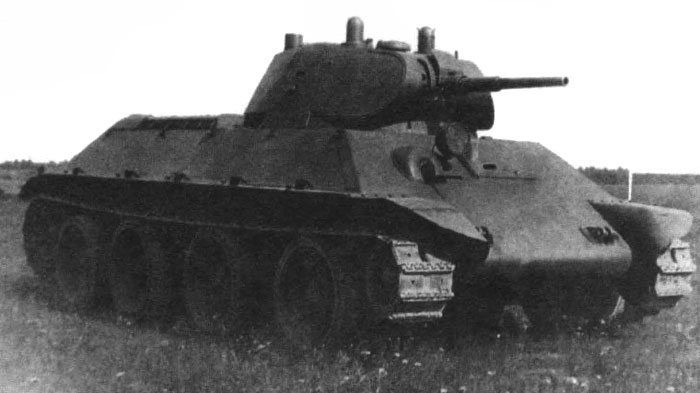
Опытный танк А-20, предшественник среднего танка А-32

В сентябре 1938 года по итогам рассмотрения макета танка БТ-20 было принято решение об изготовлении трёх танков (одного колёсно-гусеничного и двух гусеничных) и одного бронекорпуса для испытаний обстрелом. К началу 1939 года КБ-24 выполнило рабочие чертежи по А-20 и начало проектирование А-20Г. «Г» — гусеничный, впоследствии получивший обозначение А-32.
После введения в 1930-х гг. правительством СССР буквенных индексов для машиностроительных производств в наименованиях их изделий стали использовать соответствующие индексы. «А» — индекс, присвоенный Харьковскому паровозостроительному заводу. «А-32» — изделие, разработанное ХПЗ.
В феврале 1939 года на очередном заседании Комитета обороны было принято решение о изготовление опытных образцов обоих танков и выделении на это средств. При этом, по одной из версий, военные, желавшие получить «кавалерийский» танк, настаивали на постройке только колёсно-гусеничного А-20, и лишь настойчивость руководителя КБ-24 М. И. Кошкина убедила комиссию в необходимости и возможности постройки обоих танков. По другой версии, требование о постройке только А-20 основывалось на том, что в жёсткие сроки конструкторы могут не справиться с постройкой двух машин, а средства и время будут потрачены напрасно.
Тем не менее, в мае 1939 года оба танка были изготовлены и начались их ходовые испытания. По результатам испытаний А-20 показал несколько лучшую подвижность при движении на колёсах, но уступил А-32 в проходимости. Кроме того, возможности ходовой части А-20 не позволяли усилить бронезащиту и вооружение, тогда как на А-32 к началу совместных испытаний установили 76-мм пушку Л-10, а толщина брони была больше на 5—10 мм и было возможно её дальнейшее увеличение.
В конце сентября 1939 года после показа А-20 и А-32 (водитель-испытатель Н. Ф. Носик) на полигоне в Кубинке руководству НКО и членам правительства было принято решение о увеличении толщины брони А-32 до 45 мм, после чего начались ходовые испытания танка А-32, догруженного балластом (при этом на танке была установлена башня от А-20 с 45-мм пушкой). «Броня толста как шматок украинского сала» — шутили конструкторы на ХПЗ. 19 декабря на заседании Комитета обороны по результатам испытаний А-32 было принято постановление № 443, которое предписывало:

КОМИТЕТ ОБОРОНЫ при СНК Союза ССР

ПОСТАНОВЛЯЕТ:
Принять на вооружение РККА:
…
Танк Т-32 — гусеничный, с дизель-мотором В-2, изготовленный заводом № 183 Наркомсреднемашпрома, со следующими изменениями:
а) увеличить толщину основных бронелистов до 45 мм;
б) улучшить обзорность из танка;
в) установить на танк Т-32 следующее вооружение:
1) пушку Ф-32 калибра 76 мм, спаренную с пулемётом калибра 7,62 мм;
2) отдельный пулемёт у радиста — калибра 7,62 мм;
3) отдельный пулемёт калибра 7,62 мм;
4) зенитный пулемёт калибра 7,62 мм.
Присвоить указанному танку название Т-34.

К марту 1940 года завод должен был построить два танка и закончить их заводские испытания.

## В массовой культуре

### В компьютерных играх
А-32 представлен в ММО World of Tanks как акционный средний танк 4 уровня. А также в игре World of Tanks blitz как коллекционный средний танк 4 уровня